# پی‌جی‌ام-۱۷آ تور

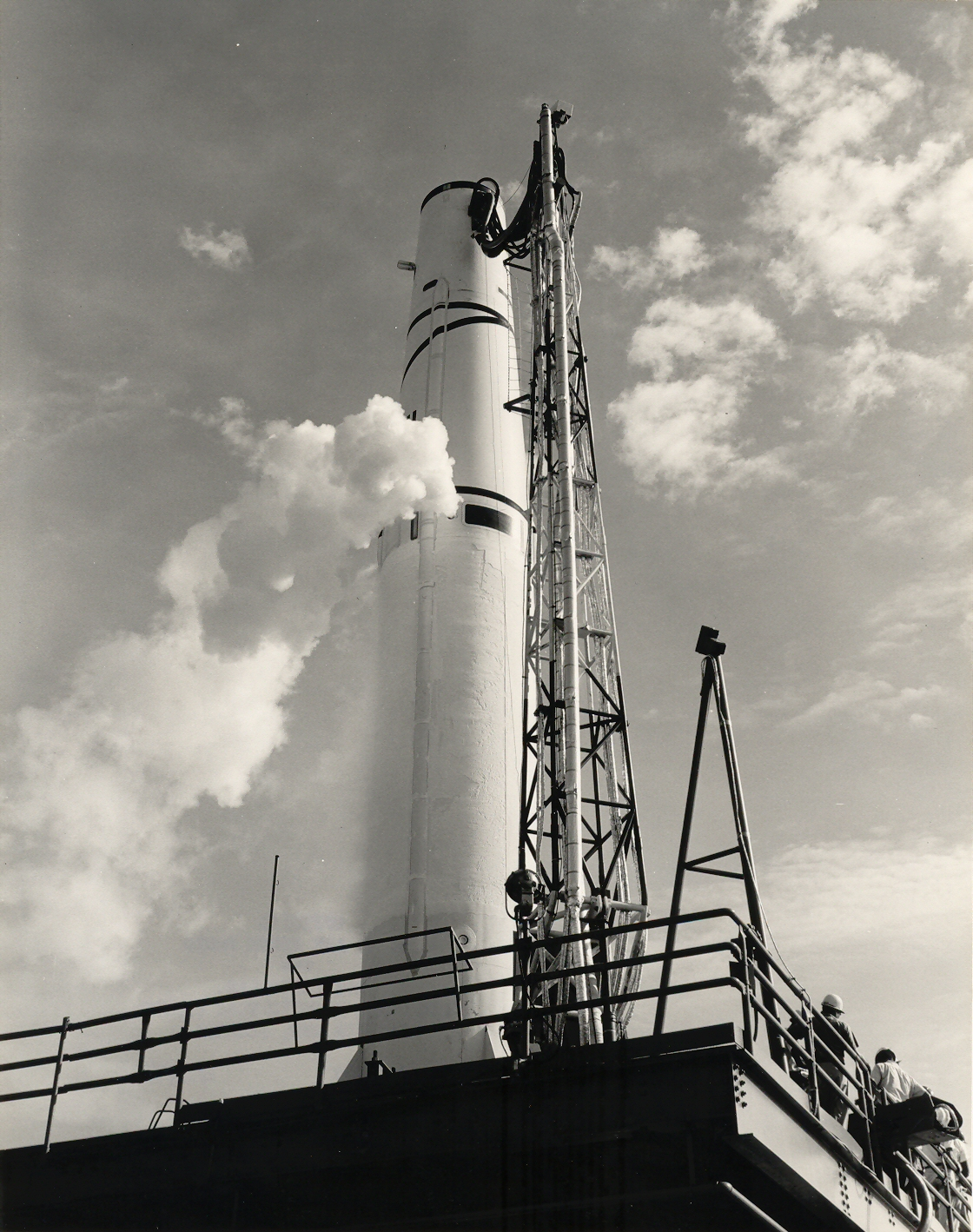
موشک تور بر سکوی پرتاب

پی‌جی‌ام-۱۷آ تور (به انگلیسی: PGM-17A Thor) یا داگلاس اس‌ام-۷۵ (به انگلیسی: Douglas SM-75)، موشک بالیستیک با برد متوسط نیروی هوایی ایالات متحدهٔ آمریکا بود. این محصول در دوران جنگ سرد برای حمل کلاهک‌های هسته‌ای به نقاط دوردست پیش از شوروی به وجود آمد. تور موشک باز دارندهٔ داخلی بود، چون درست در آن زمان نیروی هوایی روی موشک‌های بالستیک قاره‌پیما کار می‌کرد. مدل موشک بالیستیک با برد متوسط برای موشک‌هایی پیاده می‌شد که بردی کمتر از ۱۵۰۰ مایل داشتند و می‌شد آن‌ها را در پایگاهی در اروپا قرار داد. بریتانیای کبیر با قرار دادن این پایگاه‌ها در کشور خود موافقت کرد. چهار پایگاه تور به همین منظور بین سال‌های ۱۹۵۹ تا ۱۹۶۳ در این کشور ایجاد شد. کنترل موشک‌ها بر عهدهٔ نیروی هوایی بریتانیا بود ولی کارمندان نیروی هوایی ایالات متحده کنترل کلاهک‌ها را بر عهده داشتند.

## طراحی و ساخت
نیروی هوایی موشک‌های اس‌ام-۷۵ را به سرعت توسعه داد، به‌طوری‌که کل پروژه از زمان شروع ۱۹۵۶ تا پایان ۳ سال طول کشید. رقابت بین ارگان‌های وزارت دفاع در این امر بسیار مؤثر بود به‌طوری‌که ارتش ایالات متحده در همین زمان موشک ژوپیتر را طراحی کرد، موشکی سرانجام در اختیار نیروی هوایی قرار گرفت. سرعت بالای طراحی و ساخت موشک تور به علت شباهت بسیار آن به موشک بالستیک قاره‌پیمای در حال توسعهٔ اتلس بود، که در آن زمان در حال طراحی بود. موتورها، سیستم هدایت و کلاهک‌های موشک تور همگی از پروژهٔ اطلس نسخه‌برداری شده‌بودند و تنها بدنهٔ موشک از نو طراحی شده‌بود. بعد از سه آزمایش ناموفق، اولین پرواز موفقیت‌آمیز این موشک در سپتامبر ۱۹۵۷ اتفاق افتاد. ماه بعد شوروی ماهوارهٔ اسپوتنیک را به هوا پرتاب کرد. پرتاب ماهوارهٔ اسپوتنیک آمریکا را به واکنش واداشت و از همین رو رئیس‌جمهور دوایت آیزنهاور خواهان سرعت بخشیدن به ساخت این موشک شد.

## طرز کار
اس‌ام-۷۵ موشکی تک‌مرحله‌ای با سوخت مایع بود. این موشک از اکسیژن مایع و کروزین به عنوان سوخت استفاده می‌کرد و قادر بود تا ارتفاع ۲۸۰ مایلی پرواز کرده و سپس کلاهک هسته‌ای خود را روی هدف خود رها کند. زمان آماده شدن موشک برای پرتاب حدود ۱۵ دقیقه از روی پایگاه روی زمین بود و زمانی که تا هدف طی می‌کرد حدود ۱۸ دقیقه بود.

## استفاده در آینده
پس از کنارگذاشتن پروژه‌های موشک‌های بالستیک میان برد با تولید موشک بالستیک اطلس، نیروی هوایی از تور برای آزمایش‌های اتمی اتمسفری و موشک ضدماهواره استفاده می‌کرد. طراحی موشک تور در بسیاری از سیستم‌های حمل ماهوارهٔ ناسا و نیروی هوایی به کار رفته‌است.

## اطلاعات فنی
- کلاهک: وی-۴۹ کیلوتن تکی
- موتور: یک راکت‌داین ال‌آر۷۹ با ۱۵۰۰۰۰ پوند تراست، دو راکت‌داین ال‌آر۱۰۱ (با تراست کم فقط برای جهت دهی به موشک ۱۰۰۰ پوند)
- هدایت: کاملاً اینرسیایی
- برد:۱۵۰۰ مایل
- طول:۶۵ فوت
- قطر:۸ فوت
- وزن: ۱۱۰۰۰۰ پوند (پر از سوخت)[۱][۲]